# Мудюга (селище)
Мудюга (рос. Мудьюга) — селище в Онезькому районі Архангельської області Російської Федерації.
Населення становить 584 особи. Входить до складу муніципального утворення Кодинське поселення.

## Історія
Від 2004 року входить до складу муніципального утворення Кодинське поселення.

## Населення
| 1959 | 1970  | 1979  | 1989  | 2002 | 2010 | 2012 |
| ---- | ----- | ----- | ----- | ---- | ---- | ---- |
| 4078 | ↘1811 | ↘1410 | ↘1070 | ↘746 | ↘573 | ↗584 |